# Magyar Cetelem Bank
A Magyar Cetelem Bank 1996 óta van jelen Magyarországon. Alapítója, és egyben 100%-os tulajdonosa a francia Cetelem S.A., amely közel 50 éves szakmai tapasztalattal rendelkezik a fogyasztási hitelezés területén. 1999-óta a BNP Paribas csoport tagja, amely az euró-zóna második legnagyobb pénzügyi csoportja, valamint a világ 8 legnagyobb pénzügyi csoportjának egyike.
A BNP Paribas két leányvállalata, a fogyasztási hitelezésben piacvezető Cetelem és a jelzálog finanszírozási specialista UCB 2008-tól új üzletágként, Personal Finance néven folytatja működését nemzetközi szinten. [forrás?] A BNP Paribas Personal Finance 4 kontinens több mint 30 országában csaknem 16 000 munkavállalójával Franciaországban és Európában piacvezető pénzintézet a fogyasztási hitelek piacán.

## Tevékenysége
A Magyar Cetelem tevékenysége a lakossági fogyasztási hitelezési tevékenységre specializálódott, a tartós fogyasztási cikkek szinte teljes skálájára nyújtva áruvásárlási kölcsönt. A hazai piaci sajátosságokhoz képest új, ügyfélcentrikus szemléletű és a modern technikai eszközöket alkalmazó, ugyanakkor konzervatív kockázatkezelést megvalósító rugalmas, egyúttal felelős hitelezési politikája által az áruhitelezés területén piacvezető szerepet tölt be.
A Cetelem nagy hangsúlyt fektet a minőségi és biztonsági követelményekre, különös tekintettel a felelős hitelezés alapelveire. A fenntartható fejlődés elkötelezett híveként fokozatosan beépíti a környezetvédelmi szemléletmódot vállalati kultúrájába és üzleti tevékenységébe.
2010-ben a Magyar Cetelem Bank a WWF Magyarország szakmai segítségével fákat ültetett. 2011-ben pedig útjára indította a „Cetelem Zöldsuli” programot, melynek keretében azóta már évente kb. 10 magyarországi általános iskola válik zöldebbé.